# Zeta Draconis
Zeta Draconis (ζ Draconis/ζDra ), nota anche come Aldhibah  o Nodus I, è una stella della costellazione del Dragone.
Classificata come una gigante blu di classe spettrale B9 III, possiede una magnitudine apparente di +3,17 e dista 300 anni luce dalla Terra.